# Helictotrichon jahandiezii
Helictotrichon jahandiezii är en gräsart som först beskrevs av René Verriet de Litardière, och fick sitt nu gällande namn av Eva Hedwig Ingeborg Potztal. Helictotrichon jahandiezii ingår i släktet Helictotrichon och familjen gräs. Inga underarter finns listade i Catalogue of Life.